# Chloroflexus
Genre
Chloroflexus est un genre de bactéries filamenteuses photosynthétiques à Gram négatif de la famille des Chloroflexaceae. Son nom, tiré du grec chloros (χλωρός : vert pâle ou jaunâtre) et du latin flexus (courbure, sinuosité), fait référence à l'aspect flexible et au contenu chlorophyllien de ces bactéries.

## Liste d'espèces
Selon la LPSN (2 décembre 2022) :
- Chloroflexus aggregans Hanada et al. 1995
- Chloroflexus aurantiacus Pierson & Castenholz 1974 – espèce type
- Chloroflexus islandicus Gaisin et al. 2017